# Cultura totonaca
La civilización totonaca, otoneca o Tutunacu (tutu= tres, nacu= corazón) es un pueblo originario mesoamericano que habita principalmente en el Estado de Veracruz, el norte de Puebla y la región de la costa. Su ubicación temporal se refiere al año 100 al 1520 d. C. en el clásico tardío y el posclasico. Originalmente, formaron una confederación de ciudades, pero, en épocas posteriores, parece que se organizaron en tres señoríos: Te, Sur y Serrano. Su economía era agrícola y comercial. Tuvieron grandes centros urbanos como: El Tajín (300-1200), máximo exponente del esplendor de la cultura totonaca, Papantla (900-1519) y Cempoala (900-1519).
Los tres centros o tres corazones de su cultura destacan por la cerámica muy variada, la escultura en piedra, y la arquitectura monumental de barro.'

## Toponimia
De acuerdo con el Diccionario de la Lengua Náhuatl o Mexicana, el término totonaca es el plural de totonacatl y se refiere a los habitantes de la provincia de Totonacapan. Algunos autores han señalado que el término "totonaco" significa "hombre de tierra caliente". En la lengua totonaca este vocablo se compone por los términos tu'tu o a'ktu'tu referente al número "tres" y nacu' que significa "corazón". Los totonacas emplean este término en el sentido de que Cempoala, Tajín y el Castillo de Teayo son los tres centros representativos del grupo.

## Historia

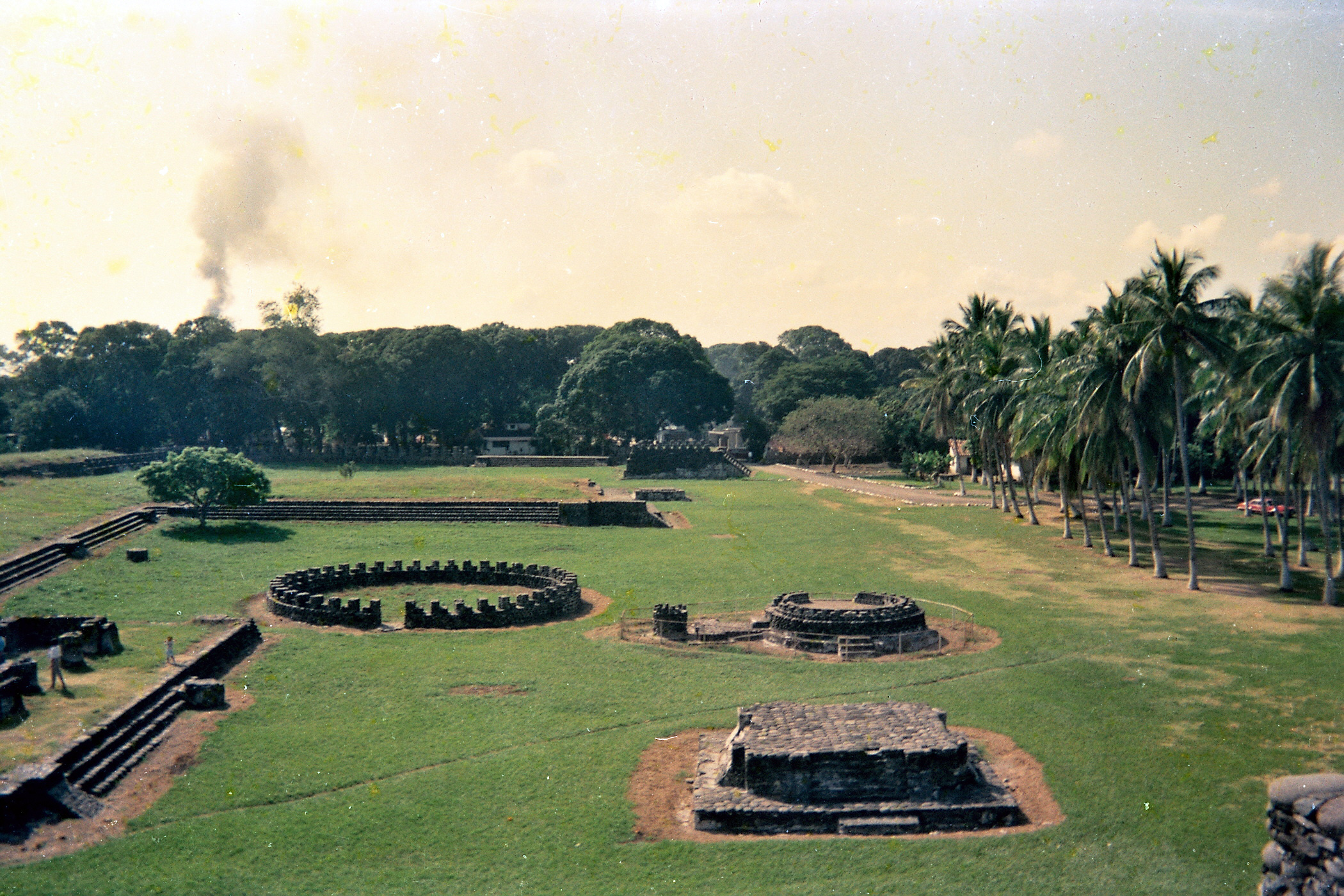
Vista de la plaza principal de las ruinas de la ciudad de Cempoala, capital de la Nación Totonaca, la primera en establecer una alianza militar con las huestes castellanas para atacar a los señoríos de la Triple Alianza o Ēxcān Tlahtolōyān.

Los antiguos totonacas se desarrollaron en la parte central de Veracruz y hacia el clásico tardío, su área ocupacional llegaba al sur hasta la cuenca del río La Antigua (Cempoala), al oeste a los municipios de Acatlán estado de Puebla, Chalchicomula estado de Puebla, el Valle de Perote, las sierras de Puebla y de Papantla y las tierras bajas del río Cazones. Lo más relevante de la cultura totonaca se alcanzó durante el clásico tardío cuando construyeron centros ceremoniales como El Tajín, Yohualichán, Nepatecuhtlán, Las Higueras, Nopiloa y el Zapotal. Esta zona es conocida como el totonacapan, el sufijo nahuatl -pan (sobre) refiere "lugar" o "tierra".
En 1519 tuvo lugar una reunión entre 30 pueblos totonacas en la Ciudad de Cempoala. Ello sellaría para siempre su futuro y el de todas las naciones mesoamericanas. Se trata de la alianza que establecieron con el conquistador español Hernán Cortés para marchar juntos a la conquista de Tenochtitlan. Los totonacas voluntariamente aportaron 1300 guerreros al poder de Cortés, que por su parte, en ese momento se hacía acompañar de unos 500 españoles. Las razones de la alianza eran liberarse del yugo mexica. Una vez lograda la derrota del imperio mexica, los totonacas, incluidos los de Cempoala, quedaron al mando de la Corona de Castilla, y a continuación evangelizados y en parte aculturizados por las autoridades virreinales primero y mexicanas después. Fueron convertidos en siervos de los españoles bajo el sistema de encomiendas, convirtiéndose en siervos de los colonos y caciques indígenas, particularmente en el naciente cultivo de caña de azúcar, durante la gobernación de Nuño de Guzmán. Poco tiempo después, Cempoala fue deshabitada y su cultura extinguida y olvidada. La antigua cultura totonaca volvió a ser descubierta a fines del siglo XIX por el arqueólogo e historiador mexicano Francisco del Paso y Troncoso.
Al parecer, los totonacas formaron parte del imperio de Tula y a partir de 1450 fueron conquistados por los nahuas de la Triple Alianza y se unieron a las tropas. Actualmente, habitan en 26 municipios del norte del Estado de Puebla y 14 municipios del norte del Estado de Veracruz, en México, y conservan su idioma y costumbres ancestrales.

## Religión
Los totonacas, como todas las civilizaciones de Mesoamérica, eran politeístas. El culto principal se rindió al Sol, con sacrificios humanos; además, adoraban a la Diosa del Maíz, que era la esposa del Sol, sus sacrificios no eran humanos, ya que "Ella los detestaba", en su lugar, le ofrecían sacrificios animales y ofrendas de hierbas y flores. Otra divinidad importante era "Trueno Viejo", el "Dueño de todas las aguas, pero no de la lluvia", deseaba inundar el mundo, porque las personas que morían ahogadas se convertían en sus servidores.